# Rosalind Shand
Den ærede Rosalind Maud Shand (født Rosalind Maud Cubitt) (født 11. august 1921 i London, død 14. juli 1994 Lewes, East Sussex) var en britisk adelskvinde.
Rosalind Shand er bedst kendt som mor til Camilla Shand, der er dronning af Storbritannien som den anden hustru til Kong Charles 3. af Storbritannien.

## Forældre
Rosalind Cubitt var datter af Roland Cubitt, 3. baron Ashcombe og Sonia Rosemary Keppel.

## Familie
Den 2. januar 1946, giftede hun sig med den lavadelige Bruce Shand (1917 – 2006), der var major i den britiske hær. 
Parret fik to døtre og én søn:
- Camilla Shand (født 1947), gift med kong Charles 3. af Storbritannien.
- Annabel Shand (født 1949).
- Mark Shand (1951–2014).